# Scott McCaughey
Scott McCaughey je americký kytarista a zpěvák. V roce 1981 založil kapelu The Young Fresh Fellows, s níž vydal řadu alb. Od devadesátých let pak působil ve skupině The Minus 5. V roce 1994 se stal doprovodným členem skupiny R.E.M., s níž vystupoval až do jejího rozpadu v roce 2011. V roce 2007 založil superskupinu nazvanou The Baseball Project, v níž dále hrál například Peter Buck z kapely R.E.M. S Buckem působil také v kapele Venus 3, což byla doprovodná skupina Robyna Hitchcocka, stejně jako v uskupení Tuatara a Filthy Friends. Roku 2016 produkoval ve spolupráci s Buckem album Burn Something Beautiful písničkáře Alejandra Escoveda. S Escovedem následně také koncertoval. Během turné s ním utrpěl v listopadu 2017 mrtvici. Kvůli zaplacení lékařských výloh byla uspořádána sbírka, která se již během prvního dne dostala na částku téměř dvaaosmdesáti tisíc amerických dolarů. V lednu 2018 proběhl benefiční koncert, na němž vystoupili například Mike Mills (rovněž člen R.E.M.), Peter Buck a Alejandro Escovedo, přičemž na pódiu se objevil i samotný McCaughey.